# Fiat 133
La FIAT 133 ou plus exactement la SEAT 133 était une voiture conçue et fabriquée par SEAT, la filiale espagnole du constructeur italien Fiat Auto entre 1974 et 1982.

## Histoire
Pour répondre à la demande du marché espagnol, qui regrettait la disparition de la Seat 850, illustre modèle des années 1960, le bureau d'études de Seat, avec l'accord et l'appui de Fiat, créa une descendance à cet ancien modèle. À l'occasion du Salon de l'automobile de Barcelone, en mai 1974, Seat présente la 133, alors que la moderne Fiat 127 traction avant était déjà en production depuis 1971, une voiture avec moteur arrière dans une carrosserie inspirée des Fiat 126 et Fiat 127
Réservée dans un premier temps au seul marché espagnol, la Seat 133 fut exportée avec le logo Fiat dans quelques pays européens dont la clientèle était friande de voitures à bas coût comme la France et les Pays-Bas. Son succès fut mitigé.

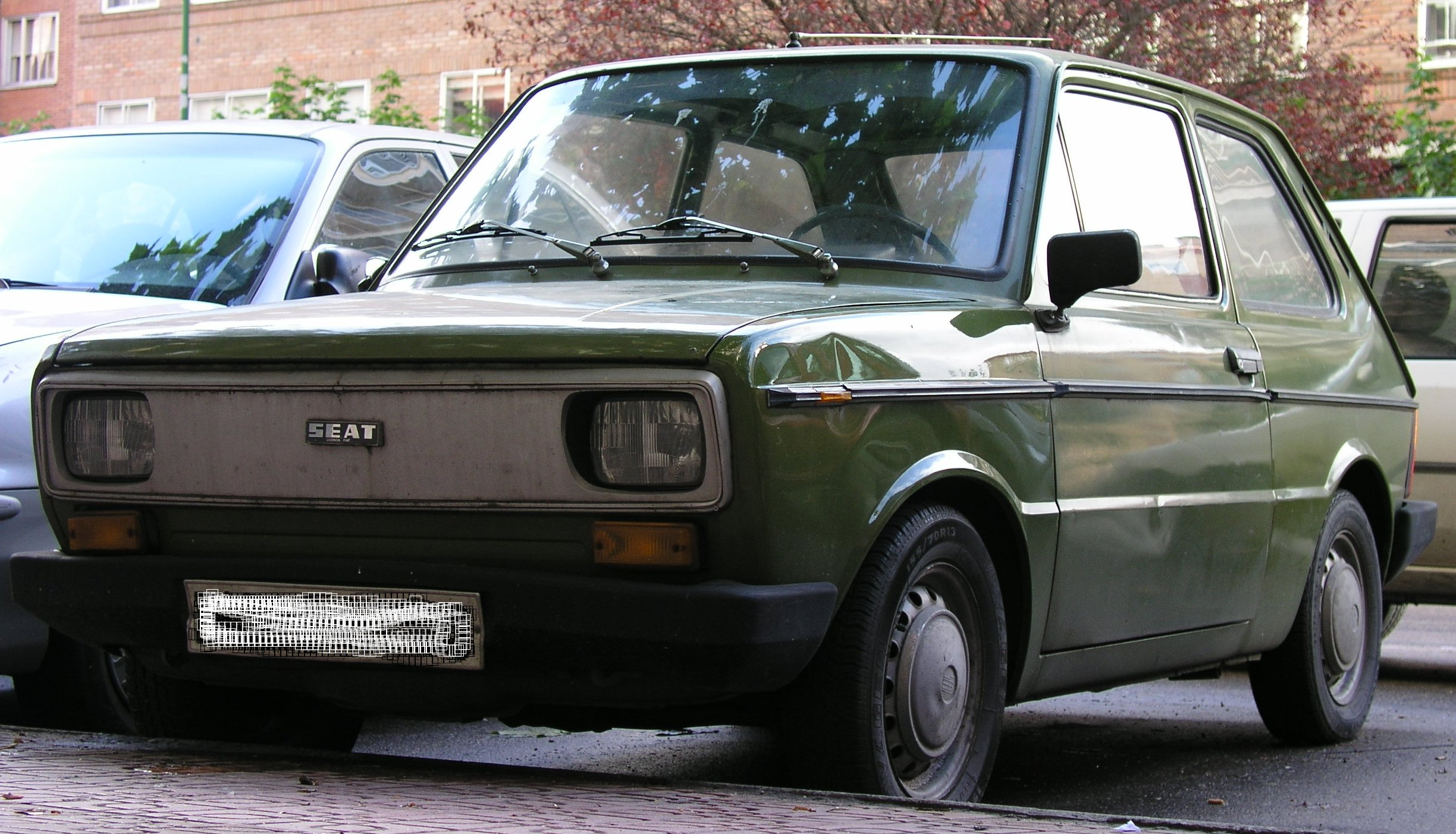
Seat 133

## Le projet 133 - Caractéristiques
Pour réaliser ce modèle, dont certaines sources évoquent un ancien projet Fiat pour moderniser la 850, la marque espagnole a conservé l'intégralité de la base de l'ancienne Fiat-Seat 850, plateforme et mécanique, et lui a simplement greffé une nouvelle carrosserie reprenant les lignes de la  Fiat 127.
Le résultat n'est pas digne d'un grand maître du design moderne mais a plu à la clientèle espagnole. L'habitacle a été traité en favorisant la durée plus que le confort tout en cherchant à réduire les coûts. Le tableau de bord comprenait les indications essentielles comme le compteur de vitesse, le totaliseur kilométrique et la jauge du niveau de carburant. Le reste était confié à des témoins lumineux.
La première série commercialisée a souffert de cet équipement minimaliste ce qui incita la marque espagnole à lancer peu après les versions « Especial », « Lujo » et « Especial Lujo ».
La partie mécanique reprenait sans aucune modification celle de l'ancienne Fiat-Seat 850. Le moteur Fiat type 100 GL6.000, 4 cylindres en ligne et refroidi à l'eau de 843 cm3, développant 3 niveaux de puissance en fonction du carburant utilisé : 34 et 37 ch pour l'essence "Normale" avec un indice d'octane de 85 et 44 ch DIN pour l'essence "Super" à indice d'octane 96. (Ndr : à cette époque, en Espagne, France comme en Allemagne et les pays du nord, la distribution des deux qualités d'essence était chose commune, seules les voitures dites sportives utilisaient le Super.)
La seule nouveauté apportée à la 133 fut l'adoption d'une colonne de direction de sécurité (colonne brisée) pour respecter les normes de sécurité passive.

## La Fiat-Seat 133 à l'étranger
- Argentine - La Fiat 133 a été également fabriquée en Argentine à partir de 1977, par la filiale locale de Fiat, Fiat Concord, équipée des moteurs de la Fiat 147, version locale de la Fiat 127. 15 821 exemplaires sortiront des chaines jusqu'en 1982.
- Égypte - En 1976, la Seat 133 fera partie de l'accord global entre le constructeur égyptien El Nasr et le groupe Fiat Italie au terme duquel un certain nombre de modèles seront assemblés par l'usine locale du Caire. La Seat 133 sera assemblée localement, sous la même forme que l'original espagnol, entre 1974 et 1982, avec des composants provenant d'Espagne.

| Modèle                        | Seat 133                                                | Seat 133 Especial                                       | Fiat 133B (Argentine)                                   |
| ----------------------------- | ------------------------------------------------------- | ------------------------------------------------------- | ------------------------------------------------------- |
| Moteur                        | Fiat type 100 - 4 cylindres en ligne, placé à l'arrière | Fiat type 100 - 4 cylindres en ligne, placé à l'arrière | Fiat type 100 - 4 cylindres en ligne, placé à l'arrière |
| Cylindrée                     | 843 cm3                                                 | 843 cm3                                                 | 903 cm3                                                 |
| Alésage × Course              | 65 × 63,5 mm                                            | 65 × 63,5 mm                                            | 65 × 68 mm                                              |
| Puissance maxi                | 34 ch (25 kW) à 4 800 tr/min                            | 44 ch (33 kW) à 6 200 tr/min                            | 40 ch (30 kW) à 5 600 tr/min                            |
| Couple maxi                   | 54 N m à 3 000 tr/min                                   | 55 N m à 3 700 tr/min                                   | 59 N m à 3 600 tr/min                                   |
| Taux de compression           | 8,0:1                                                   | 9,0:1                                                   | 8,4:1                                                   |
| Carburation                   | 1 Weber Bressel 30 ICF-18                               | 1 Weber Bressel 30 DIC-10                               | 1 Weber ICF 19                                          |
| Refroidissement               | eau                                                     | eau                                                     | eau                                                     |
| Boîte de vitesses             | manuelle, 4 avant + marche arrière                      | manuelle, 4 avant + marche arrière                      | manuelle, 4 avant + marche arrière                      |
| Freins                        | 4 tambours                                              | Disques à l'avant (Ø 227 mm), tambours à l'arrière      | Disques à l'avant (Ø 227 mm), tambours à l'arrière      |
| Voies avant / arrière         | 1 150 mm / 1 215 mm                                     | 1 150 mm / 1 215 mm                                     | 1 150 mm / 1 215 mm                                     |
| Empattement                   | 2 025 mm                                                | 2 025 mm                                                | 2 025 mm                                                |
| Longueur × Largeur × Hauteur  | 3 450 × 1 420 × 1 330 mm                                | 3 450 × 1 420 × 1 330 mm                                | 3 492 × 1 421 × 1 331 mm                                |
| Poids à vide                  | 690 kg                                                  | 700 kg                                                  | 715 kg                                                  |
| Vitesse maxi                  | 120 km/h                                                | 135 km/h                                                | 125 km/h                                                |
| Consommation normalisée (DIN) | 7,0 l/100 km                                            | 7,0 l/100 km                                            | 6,0 l/100 km                                            |

## Conclusion
La Seat 133 resta en fabrication en Espagne chez Seat jusqu'en 1981 et sera avantageusement remplacée par la Seat Panda.
```
Cette tentative de Seat de créer un modèle spécifique se solda par un échec qui coûta cher à la société et fut la cause d'une des premières brouilles avec la maison mère Fiat Italie.
[
réf.
 
souhaitée
]
.
```

## La Fiat 133 IAVA Argentine
Produite en Argentine à partir de 1977, par la filiale locale Fiat Concord, sous le nom Fiat 133, mais cette version utilisait les moteurs de la Fiat 147, version locale de la Fiat 127.
IAVA, célèbre préparateur automobile à l'image d'Abarth en Italie, retravailla ce modèle pour en extirper le meilleur du point de vue des performances.
Le moteur Fiat 147 type 100R2.038 de 903 cm3, semblable à celui de la première série de Fiat 127, alimenté par un carburateur Weber 30ICF19 avait un taux de compression de 9,4:1 et développait une puissance de 50 ch DIN soit 36,8 kW avec un couple de 69 N m à 3 500 tr/min.
Le tableau comparatif ci-dessous en donne quelques valeurs significatives :
|                              | Seat 133 série | Fiat 133 IAVA |
| ---------------------------- | -------------- | ------------- |
| 'Accélération 0 - 40 km/h    | 6 s            | 2,6 s         |
| Accélération 0 - 100 km/h    | 32,4 s         | 18,4 s        |
| Reprises 40 - 100 km/h       | 37,5 s         | 30,2 s        |
| Consommation moy. à 40 km/h  | 5,4 l/100 km   | 4,8 l/100 km  |
| Consommation moy. à 100 km/h | 7,1 l/100 km   | 8,3 l/100 km  |
| Vitesse maxi                 | 112,8 km/h     | 132,6 km/h    |

Voir essai Fiat 133 IAVA Fiat Club Rosario en espagnol.